# Loadout
Loadout byla free-to-play multiplayerová střílečka z pohledu třetí osoby vyvinutá společností Edge of Reality, jejíž provoz byl ukončen 24. května 2018. Původně byla vydána na Steamu pro Microsoft Windows a poté byla společně s P-40 Online Entertainment vydána ve speciální verzi pro PlayStation 4. Loadout se soustředil na arkádové přestřelky pro více hráčů v různých režimech a využíval přehnané kreslené filmy a bohaté možnosti přizpůsobení postav. Hráči si mohli za prémiovou herní měnu změnit vzhled svého herního avatara i vlastnosti svých zbraní.
Edge of Reality od té doby vývoj hry přerušil. Dne 23. ledna 2018 vydala CE-Asia (ve spolupráci s P-40) hru na PlayStation 4 v několika asijských zemích, a to v placené verzi zvané „Premium Edition“. Provoz ostatních herních serverů byl 24. května 2018 z důvodu neschopnosti zajistit soulad s nástupem obecného nařízení Evropské unie o ochraně osobních údajů ukončen. Dne 26. září 2020 byly vypnuty servery verze Loadout Premium a ve hře tak nezůstaly dostupné žádné servery. V roce 2021 se objevil fanouškovský projekt, jehož cílem bylo hru oživit.

## Hratelnost
Ve hře bylo k dispozici sedm herních režimů: Death Snatch, Blitz, Jackhammer, Annihilation, Extraction, Domination a kampaň. Většina z nich byla založena na sbírání fiktivního herního prvku Blutonia.
Death Snatch
Po zabití nepřátelského hráče upustí mrtvý hráč lahvičku Blutonia, kterou lze uchopit a přidat do týmového skóre.
Extraction
Extraction je herní režim, ve kterém vyhrává tým, jenž nasbírá nejvíce Blutonia. Jedná se o předmětem, který ve hře odměňuje jeden tým body. Hráč, jenž je označen jako sběratel (Collector), musí cestovat po okolí, sbírat Blutonia a vkládat je do přiložených košů a získávat tím body. Sběratelé jsou vybíráni náhodně z aktuálně žijících hráčů.
Blitz
Mapa je poseta tyčemi, z nichž jedna bude označena jako kontrolní bod. Týmy budou soutěžit o kontrolu nad bodem, protože pokud stojí v jeho blízkosti, zvedajíse krémově zbarvené boxerky a nepřátelské boxerky klesají. Když boxerky dosáhnou vrcholu vlajky, získává nad ním daný tým kontrolu a je přičten k týmovému skóre.
Jackhammer
Jackhammer je herní režim podobný módu Capture the Flag s tím rozdílem, že hráč může pomocí vlajky zabíjet nepřátele. Cílem je sebrat nepřátelské kladivo a vrátit jej na hráčovu základnu. Když má hráč nepřátelské kladivo pod kontrolou, může s ním nepřátele rozdrtit a okamžitě je tak zabít. S každým kladivem lze maximálně pětkrát udeřit. Kladivo donesené na základnu je přičteno k týmovému skóre.
Annihilation
Annihilation je herní režim, který kombinuje prvky jiných herních režimů. Cílem je získat týmové skóre 10 000 bodů, přičemž samotné skóre lze zvýšit několika způsoby. Z hráčů při jejich smrti padají podobně jako v módu Death Snatch ampulky Blutonia. Lahvičky lze sbírat a získávat tak body. Podobně jako v módu Blitz existují na mapě dva kontrolní body, které je možné obsadit a získávat z nich body a dočasné zvýšení poškození. Je zde také kladivo (jako v módu Jackhammer), jež lze ukořistit a zabíjet s ním nepřátele. Přispíváním do týmového skóre získává hráč osobní zásobu Blutonia, kterou může použít k nákupu vylepšení pro svou postavu. Existují tři druhy vylepšení: prvním je útok (zvyšuje množství způsobeného poškození), druhým je Tank (přidává množství poškození, kterému je hráč schopen odolat) a třetím je zdraví (zvyšuje léčení, jež může hráč poskytnout ostatním, a zároveň zvyšuje efektivitu balíčků zdraví). Jakmile tým dosáhne 10 000 bodů, musí vzít nepřátelské kladivo zpět na svou základnu a nabít ho. Poté musí odnést kladivo zpět na nepřátelskou základnu a uvnitř jej zničit, čímž vyhraje zápas.
Domination
Domination je herní režim, ve kterém hráč získává body; každý z týmu začíná s nula body. Týmu je uděleno dvacet bodů, když pod svou kontrolu získají bod, a každou sekundu dalších pět bodů, pokud bod stále drží. Druhý tým se snaží o dobytí bodu, aby také získal body do svého skóre. Pokud se pod bodem v horní části obrazovky nachází červená šipka, druhý tým daný bod právě zabírá.
Kampaň
V kampani mohou až čtyři hráči kooperativně procházet misemi, jež jsou rozděleny do přibližně pěti nebo šesti „kapitol“, přičemž každá mise má svůj vlastní cíl. V mnohých misích je nutné zabíjet mimozemšťany, kterým se ve hře říká „Kroads“. Za každou misi získá hráč nějaký druh kořisti, a to například bedny s kořistí, Blutonium, Spacebux a další věci.

## Kritika
| Agregátor    | Skóre                    |
| ------------ | ------------------------ |
| GameRankings | (PC) 72,56 %             |
| Metacritic   | (PC) 72/100 (PS4) 59/100 |

| Udělil         | Skóre  |
| -------------- | ------ |
| GameSpot       | 7/10   |
| Hardcore Gamer | 4/5    |
| IGN            | 6,9/10 |
| PC Gamer (UK)  | 77/100 |
| The Escapist   | [ 16 ] |

Hra Loadout obdržela smíšené až pozitivní recenze (72 bodů ze sta na stránce Metacritic), 4 hvězdičky z 5 na PlayStation 4 (zprůměrováno z 51 800 hráčských recenzí) a „velmi pozitivní“ na službě Steam (dle 35 986 hráčských recenzí).
Časopis The Escapist udělil hře Loadout 80 bodů ze sta a ve své recenzi napsal: „Překvapivě dobře zpracovaná multiplayerová střílečka plná možností, zábavného kresleného násilí a solidní akce. To, že Loadout tohle všechno zvládá a poskytuje slušně vyvážený free-to-play ekosystém, je povzbudivé.“
Časopis Hardcore Gamer udělil hře 9 bodů z 10 a napsal na závěr tento komentář: „Netrvalo mi dlouho, než jsem si uvědomil, že Loadout není obyčejná střílečka. Je to svého druhu amalgám, který v sobě plynule spojuje komedii, kreslené násilí a kompetitivní multiplayer. Zdá se, že si je Edge of Reality dobře vědomé přesycenosti žánrů a k nimietě průměrnosti přispívá jen velmi málo. Střílečky jsou teď možná v módě, ale Loadout nebere výzvu k odlišnosti na lehkou váhu – stojí s useknutou hlavou a drsňáckou puškou. Existuje jen málo zážitků, které by pouze online nabízely tak dynamickou hratelnost, aniž by se u nich rozvinula jakási krize žánrové identity. Sakra, rychlé zápasy, znepokojivě masitý systém přizpůsobování zbraní a vizuální veselost jsou jen některé z prvků, kvůli nimž má Loadout cenu rozčtvrcených končetin. Tak proč čekat? Není prostě lepší čas na zabíjení kamarádů než současnost. Ačkoli herní režimy možná nejsou inovativní, inovace neznamená vždycky zábavu, a té má Loadout plnou výbušnou bednu.“
Časopis PC Gamer udělil hře 77 bodů ze sta a ve své recenzi napsal: „Přizpůsobení zbraní v Loadoutu a dobře provedené zvraty ve střílečkách z něj dělají free-to-play hru, jež nepůsobí jako kompromis.“
Stránka IGN udělila hře Loadout 6,9 bodů z 10, ale ve své recenzi uvedla: „Loadout se pokouší konkurovat Team Fortress 2 v jeho vlastní hře a daří se mu to obdivuhodně díky skvělým možnostem přizpůsobení zbraní, silnému designu map a velkorysému free-to-play nastavení, ve kterém jsou za peníze hlavně kosmetické úpravy. Systém matchmakingu je však přímo nefunkční, což vede k často frustrujícím zápasům, a jeho čtyři mapy nestačí na to, aby mě u hry udržely dlouho.“